# George Kingsley Zipf
George Kingsley Zipf, wym. [zɪf] (ur. 1902, zm. 1950) – amerykański lingwista i filolog, zajmujący się badaniem częstości występowania słów w różnych językach. Sformułował prawo Zipfa.

## Prawo Zipfa
Prawo Zipfa stwierdza, że w dowolnym języku „większość” słów używana jest „rzadko”. Dokładniej, jeżeli uporządkować słowa danego języka według częstości ich występowania w wypowiedziach, to częstość występowania {\displaystyle n}-tego słowa jest proporcjonalna do {\displaystyle 1/n^{a},} gdzie wykładnik {\displaystyle a} jest bliski jedności.